# Ophiuche obditalis
Ophiuche obditalis är en fjärilsart som beskrevs av Walker 1859. Ophiuche obditalis ingår i släktet Ophiuche och familjen nattflyn. Inga underarter finns listade i Catalogue of Life.